# Scott Lawson
Scott Lawson (Lanark, 28 settembre 1981) è un ex rugbista a 15 britannico che è stato internazionale per la Scozia nel ruolo di tallonatore.

## Palmarès
- Coppe Anglo-Gallesi: 1
Gloucester : 2011